# Richtlinien für die Anlage von Straßen – Landschaftspflege
Die Richtlinien für die Anlage von Straßen - Teil: Landschaftspflege (kurz RAS-LP) sind ein in Deutschland gültiges technisches Regelwerk zur Beachtung der Belange des Naturschutzes und der Landschaftspflege bei Entwurf und Bau einer Straße. Sie werden herausgegeben von der Forschungsgesellschaft für Straßen- und Verkehrswesen.

## Inhalt
Die RAS-LP gliedert sich aktuell in zwei Abschnitte. Abschnitt 1 (Landschaftspflegerische Begleitplanung) wurde im Februar 2012 zurückgezogen. Er wird durch die 'Richtlinien für die landschaftspflegerische Begleitplanung im Straßenbau (RLBP)' abgelöst. Abschnitt 2 (Landschaftspflegerische Ausführung) wurde in die 'Empfehlungen für die landschaftspflegerische Ausführung im Straßenbau' (ELA) aufgenommen, und durch diese ersetzt. 

### RAS-LG 3: Landschaftspflegerische Ausführung
Eine RAS-LP-3 wurde nicht eingeführt. Stattdessen gilt die alte Richtlinie RAS-LG-3 (Richtlinien für die Anlage von Straßen - Teil: Landschaftsgestaltung, Abschnitt 3: Lebendverbau) von 1983 weiter.

### RAS-LP 4: Schutz von Bäumen, Vegetationsbeständen und Tieren bei Baumaßnahmen
Abschnitt vier setzt sich aus vier Kapiteln und einem Anhang zusammen. Zunächst werden im ersten Kapitel Ziele und Grundsätze definiert. Anschließend werden im zweiten Kapitel Regelungen zur Baustelleneinrichtung beziehungsweise Baufeldräumung sowie zu Erdarbeiten aufgezeigt. Das dritte Kapitel handelt von Schutzmaßnahmen während des Baubetriebs. Im letzten Kapitel werden weitere bautechnische Maßnahmen erläutert. Der Anhang liefert Verweise zu Regelwerken und Normen. Die RAS-LP 4 wurde im Jahr 2023 von der R SBB (Richtlinien zum Schutz von Bäumen und Vegetationsbeständen bei Baumaßnahmen) ersetzt.